# Qualificazioni alla Coppa delle nazioni africane 2015 - Gruppo D

## Classifica
| Pos. | Squadra        | Pt | G | V | N | P | GF | GS | DR  |
| ---- | -------------- | -- | - | - | - | - | -- | -- | --- |
| 1.   | Camerun        | 14 | 6 | 4 | 2 | 0 | 9  | 1  | +8  |
| 2.   | Costa d'Avorio | 10 | 6 | 3 | 1 | 2 | 13 | 11 | +1  |
| 3.   | RD del Congo   | 9  | 6 | 3 | 0 | 3 | 10 | 9  | +1  |
| 4.   | Sierra Leone   | 1  | 6 | 0 | 1 | 5 | 3  | 14 | -11 |

## Risultati
| Arbitro: | Juste Ephrem Zio |

|                          |           |            |
| Doumbia 63’ Gervinho 68’ | Marcatori | 43’ Kamara |

| Arbitro: | Eric Otogo-Castane |

|  |           |                           |
|  | Marcatori | 45+3’ N'Jie 81’ Aboubakar |

| Arbitro: | Rajindraparsad Seechurn |

|                                   |           |           |
| N'Jie 15’, 76’ Aboubakar 38’, 54’ | Marcatori | 25’ Touré |

| Arbitro: | Yussef Essrayri |

|  |           |                       |
|  | Marcatori | 51’ Mubele 86’ Bokila |

| Arbitro: | Mehdi Abid Charef |

|                     |           |                     |
| Mongongu 68’ (rig.) | Marcatori | 24’ Bony 83’ Gradel |

| Yaoundé 10 ottobre 2014 | Sierra Leone | 0 – 0 referto | Camerun | Stade Ahmadou Ahidjo\| Arbitro: \| Denis Batte \| |
| Arbitro:                | Denis Batte  |               |         |                                                   |

| Arbitro: | Bakary Gassama |

|                          |           |                                          |
| Tourè 24’ Kalou 68’, 72’ | Marcatori | 21’ Kebano 33’ Kabananga 36’, 88’ Bokila |

| Arbitro: | Thierry Nkurunziza |

|                    |           |  |
| Kweuke 4’ M'Bia 7’ | Marcatori |  |

| Arbitro: | Koman Coulibaly |

|             |           |                                                 |
| Bangura 25’ | Marcatori | 7’ Touré 49’, 74’ Kalou 53’ Gradel 60’ Gervinho |

| Arbitro: | Joshua Bondo |

|               |           |  |
| Aboubakar 71’ | Marcatori |  |

| Abidjan 19 novembre 2014 | Costa d'Avorio     | 0 – 0 | Camerun | Stade Félix Houphouët-Boigny\| Arbitro: \| Bouchaïb El Ahrach \| |
| Arbitro:                 | Bouchaïb El Ahrach |       |         |                                                                  |

| Arbitro: | Wiish Yabarow |

|                                        |           |            |
| Bolasie 40’, 90+3’ Mongongu 63’ (rig.) | Marcatori | 35’ Kamara |

1. 1 2 3  La Sierra Leone gioca le sue partite all'estero a causa dello scoppio del Virus Ebola